# Aphylla brevipes
Aphylla brevipes – gatunek ważki z rodziny gadziogłówkowatych (Gomphidae). Występuje na terenie Ameryki Południowej.